# 庄野凛
庄野 凛（しょうの りん、2011年9月27日 - ）は、日本の子役。ジョビィキッズ所属。

## 出演作品

### テレビドラマ
- 偽装の夫婦（2015年、日本テレビ） - 嘉門ヒロ（幼少期）
- 火の粉（2016年、東海テレビ） - 梶間まどか
- 女の中にいる他人（2017年、NHK BSプレミアム） - 田沼江梨
- 愛を乞うひと（2017年、読売テレビ・日本テレビ） - 陳照恵（5歳時）
- 赤ひげ 第2話（2017年、NHK BSプレミアム） - りく
- オーファン・ブラック〜七つの遺伝子〜（2017年、東海テレビ） - 青山萌絵
- 特捜9（2018年 - 2019年、テレビ朝日） - 桜庭琴美
- 昭和元禄落語心中（2018年、NHK） - 小夏

### 映画
- ラストレシピ〜麒麟の舌の記憶〜（2017年、東宝） - 山形幸（幼少期）
- そらのレストラン（2019年、東京テアトル） - 設楽潮莉

### CM
- ライオン トップ スーパーNANOX/子役からの挑戦状篇（2017年）